# McFarlin Memorial Auditorium

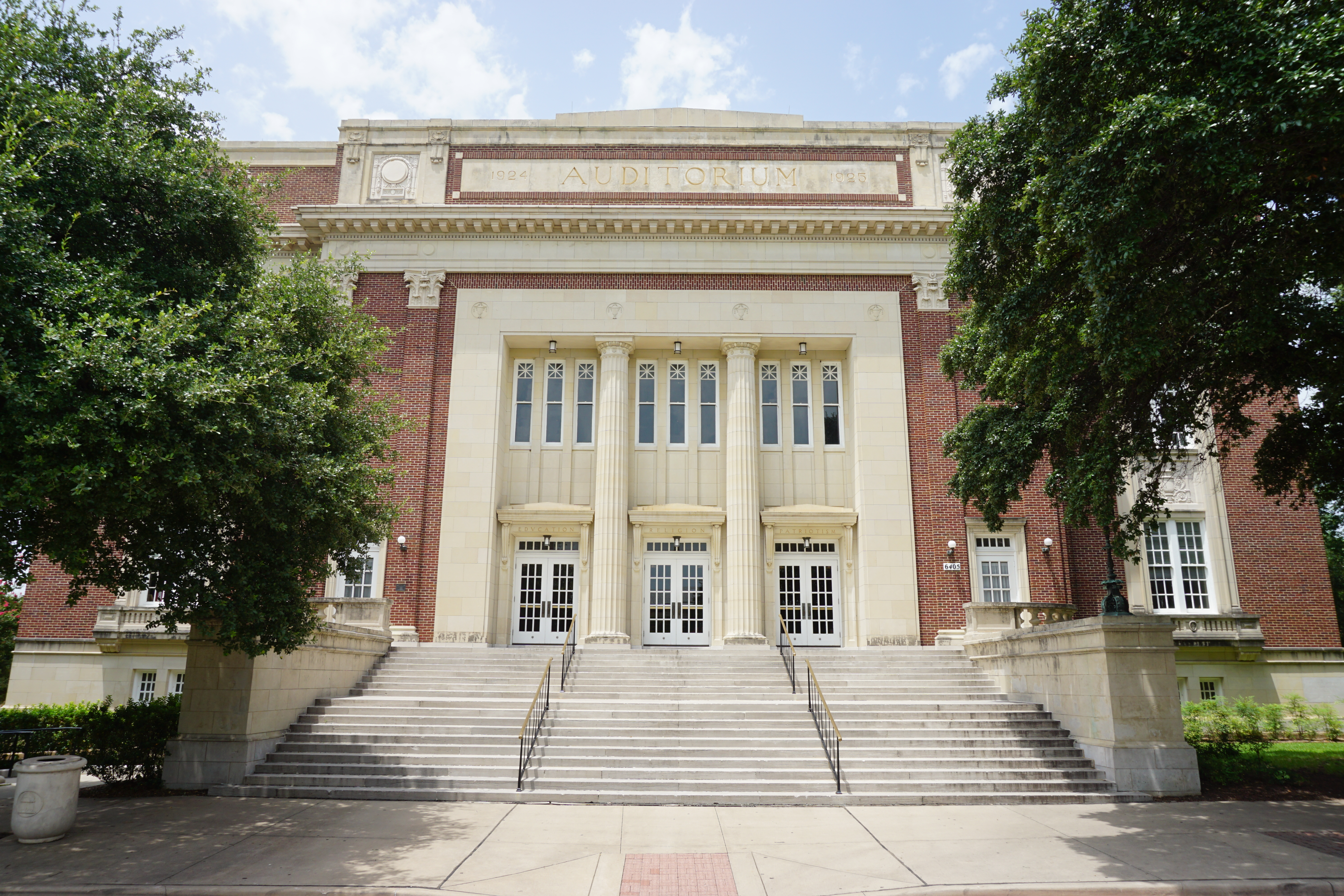
McFarlin Memorial Auditorium, Southern Methodist University (2016)

Das McFarlin Memorial Auditorium ist ein 1926 eröffnetes und somit drittältestes Gebäude der privaten Southern Methodist University in Dallas County, Texas. Es wurde in den 1920er Jahren mit finanzieller Unterstützung des Unternehmers Robert M. McFarlin nach Plänen von R. H. Hunt im Colonial-Revival-Stil errichtet. Ursprünglich als Kapelle bzw. Auditorium angelegt, sollte es Platz für 2386 Personen bieten. 1953 erhielt es eine Orgel (M. P. Möller Opus M-7623).
Es wird für Konzerte, Vorträge, akademische Feiern, Tanzaufführungen und Gemeindeshows genutzt. Prominente Persönlichkeiten aus Gesellschaft und Kultur sind hier aufgetreten u. a. Madeleine Albright, Tony Blair, Dave Brubeck, Gerald R. Ford, Philip Glass, Vladimir Horowitz, Martin Luther King, Henry Kissinger, Yehudi Menuhin, Itzhak Perlman, Sergei Rachmaninoff, Arthur Rubinstein, Andrés Segovia, Ravi Shankar, Isaac Stern und Simon Wiesenthal.
Das Dallas Symphony Orchestra nutzte das Auditorium ab den 1930er Jahren sowie von 1951 bis 1956 und nach der von Cecil und Ida Green finanzierten Renovierung von 1961 bis 1972 als Spielstätte.
Am 27. September 1980 wurde es in die Kulturdenkmalliste National Register of Historic Places aufgenommen.